# 다카이다역 (가시와라시)
다카이다역(일본어: 高井田駅, たかいだえき 타카이다에키[*])은 일본 오사카부 가시와라시에 위치한 서일본 여객철도의 역이다.

## 역 구조
상대식 승강장으로 2면 2선의 지상역이며 교상 역사를 가지고 있다. 역 업무는 서일본 여객철도 교통 서비스에 위탁되어 있다. 이코카 및 제휴 교통카드의 사용이 가능하다.

### 승강장
| 1 | ■ 야마토지 선 | 오지 · 나라 · 다카다 방면      |
| 2 | ■ 야마토지 선 | 덴노지 · JR 난바 · 오사카 방면 |

## 역사
- 1985년 8월 29일: 간사이 본선 가와치카타카미 ~ 가시와라 간에 신설 개업하였다.
- 1987년 4월 1일: 민영화에 따라 서일본 여객철도의 소속이 되었다.
- 2003년 11월 1일: 이코카의 사용이 개시되었다.

## 인접정차역
| 서일본 여객철도 간사이 본선 | 서일본 여객철도 간사이 본선 | 서일본 여객철도 간사이 본선 |
| --------------------------- | --------------------------- | --------------------------- |
| 가와치카타카미 가모 방면    | ■ 야마토지 선               | 가시와라 오사카 방면        |